# Wings Over Israel
Wings Over Israel (anche conosciuto come Combat Over Israel in alcuni mercati europei) è un videogioco simulatore di volo, ambientato durante i tre maggiori conflitti del Medio Oriente: La guerra dei sei giorni (1967), la guerra del Kippur (1973), e guerra del Libano (1982).

## Gioco
Il gioco include una ampia quantità di aerei e armamenti reali dell'epoca, che possono essere usati in varie missioni come pattugliamento, intercettazione, supporto aereo ravvicinato, scorta, ricognizione ecc. Il gioco è basato sul Strike Fighters Flight Simulator ed è stato prodotto da Third Wire Productions.

## Modalità di gioco
I missili israeliani nel gioco consistono nelle versioni del AIM-9 Sidewinder, AIM-7 Sparrow, AIM-4 Falcon, Matra R530, Shafrir-2, e Python-3 che sono configurati in modo da essere inaffidabili come erano i veri missili dell'epoca. Quindi, anche dopo avere "agganciato il bersaglio", il missile può mancarlo. I missili più avanzati come la versione AIM-9L del Sidewinder sono molto più affidabili, e ci sono più probabilità di centrare il bersaglio. I dogfight di solito sono più numerosi degli abbattimenti a lungo raggio, tuttavia con il progredire tecnologico dei missili è possibile abbattere i bersagli dalla lunga distanza.
Durante le missioni il giocatore volerà in formazione con altri aerei controllati dal computer. In questo volo si possono dare ordini ad altri aerei; attaccare gli altri aerei o bersagli di terra, volare a casa se sono danneggiati, o gettare i loro serbatoi ausiliari. Insieme al giocatore molti altri aerei controllati dal computer possono essere visti salire di quota e affrontare combattimenti aerei e missioni di bombardamento.
Volando sopra il territorio egiziano e siriano, il giocatore può imbattersi nei pericolosi Missili terra-aria (SAM) e anche nella letale Artiglieria Anti-Aerea (AAA). I principali SAM sono i sovietici SA-2 e SA-6.

## Aerei

### Aerei israeliani
- A-4 - A-4E Ahit, A-4F Ahit, A-4H Ahit per la Forza aerea israeliana.
- F-4 - F-4E Kurnass per la Forza aerea israeliana.
- F-15 – F-15A Baz per la Forza aerea israeliana.
- F-16 – F-16A Netz per la Forza aerea israeliana.
- Mirage III – Mirage IIIC Shahak per la Forza aerea israeliana.
- Nesher – Gli israeliani hanno copiato il Mirage 5 per la Forza aerea israeliana.
- Kfir - la versione Kfir C.2 della Forza aerea israeliana
- Mystère - Mystère IV versione per la Forza aerea israeliana.
- Super Mystère - Super Mystère per la Forza aerea israeliana.
- Sa'ar - IAI Super Mystère per la Forza aerea israeliana.
- Vautour - Versione bombardiere della Forza aerea israeliana.

### Aerei arabi
- Hunter - varianti FGA.50, FGA.59, FGA.73.
- Mirage 5D – Mirage 5 per la Forza aerea libica.
- An-12 – Versione An-12BP (Cub-A).
- MiG-17 - Varianti MiG-17 (Fresco-A) ed F (Fresco-C).
- MiG-19 - Versione MiG-19S (Farmer-C).
- MiG-21 - Versioni MiG-21F (Fishbed-C), PF (Fishbed-D), PFM (Fishbed-F), MF (Fishbed-J), bis (Fishbed-L).
- MiG-23 - Versioni MiG-23MS (Flogger-E export), MiG-23MF (Flogger-B), MiG-23BM (attacco a terra Flogger-H).
- IL-28 - Versione bombardiere del Beagle.
- Tu-16 -  Versione Badger-A.
- Su-7 – Versione Su-7BMK (Fitter-A).